# Cahizada
Die Cahizada  war ein spanisches Feldmaß in der Provinz Valencia.
- 1 Cahizada = 6 Fanegadas = 1200 Brazas cuadradas (Quadrat-Bazas) = 49,97593 Ares[1]
- 1 Yugada = 6 Cahizadas = 2,9986 Hektar[2]